# برونو استک
برونو استک (انگلیسی: Bruno Steck؛ زادهٔ ۲۲ سپتامبر ۱۹۵۷) بازیکن فوتبال اهل فرانسه است.
از باشگاه‌هایی که در آن بازی کرده‌است می‌توان به باشگاه فوتبال استاد برستوا ۲۹، باشگاه فوتبال نانت، باشگاه فوتبال رن، و باشگاه فوتبال آنژه اشاره کرد.